# ケニア航空507便墜落事故
ケニア航空507便墜落事故は2007年5月5日にカメルーンのドゥアラで発生した航空事故である。フェリックス・ウフェ＝ボワニ国際空港からジョモ・ケニヤッタ国際空港へ向かっていたケニア航空507便（ボーイング737-8AL）が経由地のドゥアラ国際空港を離陸直後に墜落し、乗員乗客114人全員が死亡した。
この事故はカメルーン史上最悪のものとなった。また、ボーイング737-800としては4番目に死者数の多い事故となっている。機体は小さな破片になっており、大部分は空港から5.42km南にある沼に沈んでいた。乗員乗客に生存者はいなかった。カメルーン民間航空局による事故調査から、離陸後に機体が大きく傾き、これをパイロットが修正できなかったことが判明した。そのためパイロットは機体の制御を失い墜落した。

## 飛行の詳細

### 事故機
事故機のボーイング737-8AL（5Y-KYA）は2006年に製造番号35069として製造された:21。同年10月9日に初飛行を行い、10月27日にケニア航空に納入された。総飛行時間は2,100時間で、2基のCFMインターナショナル CFM56-7B26を搭載していた。この機材はケニア航空がシンガポール・エアクラフト・リース・エンタープライズから購入したばかりのもので、納入からわずか6ヶ月あまりでの全損となった。

### 乗員乗客
ケニア航空によれば乗客105人の国籍は26ヶ国に及んでいた。うち37人がカメルーン人で、9人がケニア人だった。乗客のほとんどはドゥアラ国際空港から搭乗しており、フェリックス・ウフェ＝ボワニ国際空港から搭乗したのは17人だった。乗員6人は全員ケニア人だった。その他、乗客にはケニア航空のエンジニアとデッドヘッドの客室乗務員が含まれていた。
機長は52歳の男性で、ケニア航空には20年近く勤めていた。総飛行時間は8,682時間で、ボーイング737-800では158時間の経験があった。副操縦士は23歳の男性で、ケニア航空には1年ほど勤めていた。総飛行時間は831時間で、ボーイング737-800では57時間の経験があった。
乗客にはAP通信の記者であるアンソニー・ミッチェルが含まれていた。
| 国籍:15–16       | 乗客 | 乗員 | 合計 |
| ---------------- | ---- | ---- | ---- |
| ブルキナファソ   | 1    | 0    | 1    |
| カメルーン       | 37   | 0    | 37   |
| 中央アフリカ     | 2    | 0    | 2    |
| 中国             | 5    | 0    | 5    |
| コモロ           | 2    | 0    | 2    |
| コンゴ民主共和国 | 2    | 0    | 2    |
| コンゴ共和国     | 1    | 0    | 1    |
| コートジボワール | 6    | 0    | 6    |
| エジプト         | 1    | 0    | 1    |
| 赤道ギニア       | 2    | 0    | 2    |
| ガーナ           | 1    | 0    | 1    |
| インド           | 15   | 0    | 15   |
| ケニア           | 3    | 6    | 9    |
| 韓国             | 1    | 0    | 1    |
| マリ             | 1    | 0    | 1    |
| モーリシャス     | 1    | 0    | 1    |
| ニジェール       | 3    | 0    | 3    |
| ナイジェリア     | 6    | 0    | 6    |
| セネガル         | 1    | 0    | 1    |
| 南アフリカ共和国 | 7    | 0    | 7    |
| スウェーデン     | 1    | 0    | 1    |
| スイス           | 1    | 0    | 1    |
| タンザニア       | 1    | 0    | 1    |
| トーゴ           | 1    | 0    | 1    |
| イギリス         | 5    | 0    | 5    |
| アメリカ合衆国   | 1    | 0    | 1    |
| 合計             | 108  | 6    | 114  |

## 事故の経緯
507便はその日の真夜中にドゥアラ国際空港を離陸する3便のうちの1つで、ほかの2便はカメルーン航空とロイヤル・エア・モロッコによって運航されていた。事故当日は悪天候で、カメルーン航空とロイヤル・エア・モロッコのパイロットは天候が回復するまで離陸を延期していた。一方、507便のパイロットはすでに離陸が1時間近く遅れており、天候もすぐに回復すると考え、離陸を決断した。しかし、管制官は507便の離陸を許可しなかった。最終的に離陸は現地時間0時06分に行われ、507便は滑走路12から離陸した:8,11。ジョモ・ケニヤッタ国際空港には6時15分に到着する予定だった。
離陸後、機体が右に傾き始めたため、機長は操縦桿を左に操作した:12。離陸の24秒後、1,000フィート (300 m)付近を上昇中に機長は副操縦士に「OK、コマンド（Ok, command.）」と言い、自動操縦装置の起動を求めた:13。その後、機長は操縦桿から手を離した:12。しかし、自動操縦の起動について副操縦士は復唱しておらず、自動操縦も起動されなかった。機長の発言から55秒後、機体は34度まで傾いた。傾斜角の警報が作動する直前、機長は操縦桿を掴み、左右に動かした。この操作により、機体はさらに50度近くまで傾いた。機長は自動操縦を起動したが、その後も操縦桿を操作し続けた。副操縦士は機長に「...左、左、左...、左に修正して（... Left, Left, Left ...correction Left,）」と言った:48。高度2,290フィート (700 m)で機体は右に115度まで傾き、制御不能に陥った。0時08分、507便は湿地帯に墜落した:12–15。
離陸後、507便と管制官の間で交信は行われなかった。ケニア航空はナイロビに危機管理センターを設置した。
翌日、ドゥアラ国際空港の南東20km地点の湿地で507便の残骸が発見された。生存者は居なかった:15。ケニア航空のタイタス・ナイクニは、地元住民が救助隊を墜落現場へ案内したと述べた。カメルーンのハミドゥ・ヤヤ・マラファ大臣は「現在判明していることは機体の残骸がドゥアラ第3区画のムバンガ＝ポンゴに存在する小さな村にあるという事だけだ。我々は救助活動を講じている。」と発言した。ケニア航空は現場から29体の遺体が発見されたと公表したが、カメルーン政府は40体以上の遺体が回収されたと報告した。遺体は損傷が激しく、身元特定は困難だった。また、捜索活動は豪雨により妨げられた。

## 事故調査
カメルーン政府は事故調査委員会を設置した。また、アメリカの国家運輸安全委員会は調査の支援のため、「ゴー・チーム」を派遣した。
調査の初期段階では、墜落原因が豪雨による両エンジンの停止である可能性が高いと推定された。離陸から墜落までの時間、遭難信号の発信状況、気象状況、墜落時の機首角度などがこの可能性を示唆していた。そのため、調査官は両エンジンが停止し、パイロットが空港へ引き返そうとして失速した可能性を考えた。
フライトデータレコーダー（FDR）は5月7日に回収され:30、コックピットボイスレコーダー（CVR）は6月15日に回収された:30。2つのレコーダーはカナダの運輸安全委員会に送られた:30。
2010年4月28日、カメルーン民間航空局（CCAA）は最終報告書を発行した。調査から、507便が管制官から許可を受けずに出発したことが判明した。操縦を担当していた機長は離陸後、数回操縦桿を左に操作した。離陸から42秒後、機長は副操縦士に自動操縦を作動させるよう求めた。しかし副操縦士は自動操縦を作動させず、機体は右に傾き始めた。そのため機体は11度から34度まで傾いた。最終的に機体は右に115度まで傾き、地面に落下し始めた。機長と副操縦士はお互いに逆の操作をしていた。507便は287ノット (532 km/h)の速度で湿地帯に墜落した。墜落時、機体は右に60度傾き、48度の機首下げをした状態だった。
CCAAは、推定原因として複数のことを挙げた。深夜だったため、機外の様子が判別できず、機体が大きく傾いた後、パイロットは空間識失調に陥った。パイロットは機体が35度以上の傾きが発生した時点で自動操縦をオンにしていたが、機長が不用意な操作をした結果、自動操縦による水平飛行が妨げられた。
この他にも、CVRに機長が副操縦士に対して不適切な言葉を使って指導したり罵倒したりする様子が残っており、緊急事態の際に副操縦士が萎縮し、乗員間の協調性が損なわれたこと（クルー・リソース・マネジメントの喪失）や、不適切な運航管理、飛行監視手順の不遵守なども事故の一因となった。

## 映像化
- メーデー!:航空機事故の真実と真相 第18シーズン第10話「Stormy Cockpit」